# Olimarao
Das Atoll Olimarao (auch Olimarau oder Five Islands genannt) liegt im Osten des Bundesstaats Yap der Föderierten Staaten von Mikronesien und gehört damit zur Inselgruppe der Karolinen im Pazifischen Ozean.
Die Inseln wurden europäischerseits 1828 von dem russischen Seefahrer Friedrich Benjamin von Lütke entdeckt.

## Geographie
Olimarao ist ein unbewohntes Atoll 35 km nordwestlich des Atolls Elato, der nächstgelegenen Landmasse. Es liegt etwa 860 km südöstlich der Hauptinsel des Bundesstaates Yap.
Bei einer Gesamtfläche von 11 km² ist das Atoll etwa 5 km lang und 3 km breit und umschließt eine Lagune von 6 km². Es gibt nur zwei flache Koralleninseln (Motus) auf dem Atoll, die zusammen eine Fläche von 0,2 km² (20 Hektar) haben: Die wesentlich größere Olimarao Island im Nordosten, sowie die nur 2,4 Hektar große Falipi Island im Südwesten. Beide Inseln sind bewaldet, wobei Kokospalmen vorherrschen.
Im Süden des Riffkranzes gibt es zwei seichte Passagen in die Lagune.

## Verwaltung
Olimarao gehört verwaltungsmäßig zu Elato und damit zum fünften Wahlbezirk des Bundesstaates Yap, einem der insgesamt fünf Wahlbezirke.

## Naturschutz
Olimarao Conservation Area umfasst das gesamte Atoll. Das Gebiet stellt auf den Schutz der Brutgebiete von Meeresschildkröten sowie von Kokoskrebsen und Seevögeln ab.